# 망누스 칼손 (1974년)
망누스 칼손(스웨덴어: Magnus Carlsson, 1974년 6월 24일~)은 스웨덴의 가수이다. 1992년부터 2002년까지 바르바도스, 2002년부터 2005년까지 알카자의 일원으로 활동하였다. 2015년에는 멜로디페스티발렌에 참가하여 "Möt mig i Gamla stan"이라는 곡을 발표하였으며, 9위를 하였다.